# Makoa
De Makoa zijn een etnische groep in Madagaskar. 

## Etniciteit
Ze behoren niet tot de oorspronkelijke bewoners, maar stammen af van slaven die van Mozambique naar Madagaskar zijn gehaald. Deze slaven waren van origine Makua, een Bantoevolk in Mozambique. Hierdoor onderscheiden de Makoa zich van andere Malagassiërs; Makoa zijn niet alleen veel donkerder van kleur, maar ook een stuk groter. Hierdoor werden Makoa-mannen tijdens de overheersing van Frankrijk vaak aangesteld als politieagenten of gerekruteerd voor het leger.

## Verspreiding
Tegenwoordig leven veel Makoa van de visvangst. De meeste Makoa leven in Melaky, een regio gelegen in het centrale deel van Madagaskars westkust. Andere bewoners in deze regio zijn de Sakalava en de Vezo, een subgroep van de Sakalava. Doordat de levenswijze van de Makoa veel overeenkomsten vertoont met die van de Vezo worden ze soms ten onrechte als leden van deze etnische groep beschouwd.

## Religie
Het grootste deel van de Makoa zijn animisten en hebben de Malagassische riten en gebruiken overgenomen. Een klein deel van de Makoa zijn christenen.